# Frederick C. Weyand

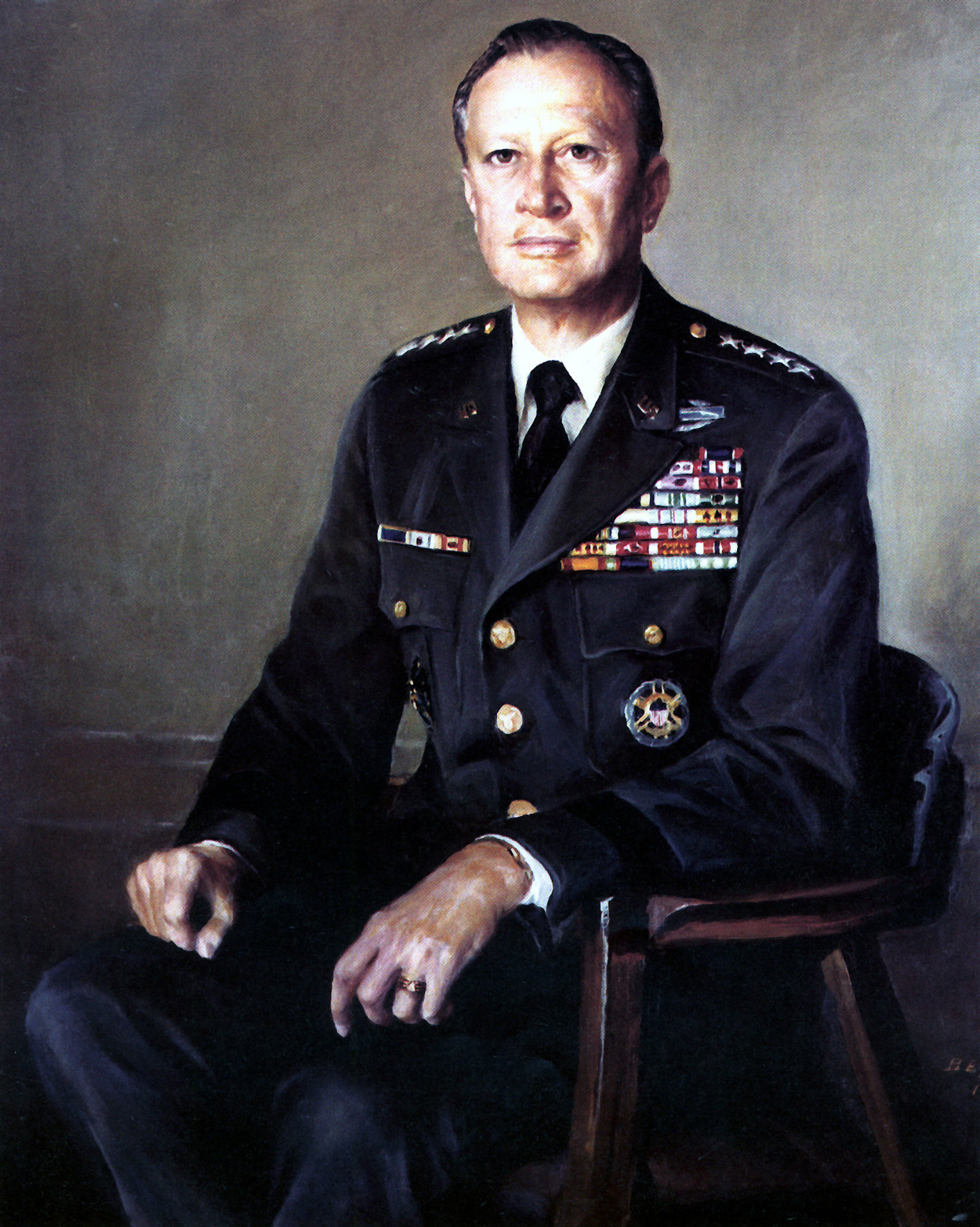
Frederick C. Weyand

Frederick Carlton Weyand (* 15. September 1916 in Arbuckle, Kalifornien; † 10. Februar 2010 in Honolulu, Hawaii) war ein General der US Army, Kommandierender General des Military Assistance Command, Vietnam und damit Oberbefehlshaber der US-Truppen im Vietnamkrieg zwischen 1972 und 1973. Von 1974 bis 1976 war Weyand der 27. Chief of Staff of the Army.

## Militärische Laufbahn
Weyand erhielt 1938 durch das Reserve Officer Training Corps an der University of California, Berkeley sein Offizierspatent und die Ernennung zum Second Lieutenant. Er schloss die Universität 1939 ab und heiratete 1940 Arline Langhart. Von 1940 bis 1942 wurde er in den aktiven Dienst berufen und diente im 6. US-Artillerieregiment. Im Juni 1941 wurde Weyand vorläufig zum First Lieutenant, im Februar 1942 zum Captain und im November 1942 zum Major befördert. 1942 absolvierte er das Command and General Staff College in Fort Leavenworth und diente danach von 1942 bis 1943 als Adjutant des Hafenverteidigungskommandos in San Francisco. 1944 diente er im Büro des Chief of Intelligence (dt. etwa: Chef des Nachrichtendienstes) im Generalstab des Kriegsministeriums. Von 1944 bis 1945 war Weyand als Assistent des Stabschefs für den Nachrichtendienst des China-Burma-Indien-Kriegsschauplatzes eingesetzt. Danach war er bis 1946 für den militärischen Nachrichtendienst in Washington, D.C. tätig und wurde im März 1945 zum vorläufigen Lieutenant Colonel befördert. Im Juli 1948 wurde er dann zum permanenten Captain befördert. Von 1946 bis 1949 war Weyand Stabschef des Nachrichtendienstes der US Army im Mittleren Pazifik. 1950 absolvierte er die Infanterieschule in Fort Benning und diente danach als Bataillonskommandeur im 7. US-Infanterieregiment und später als Generalstabsoffizier G-3 und Stabschef der 3. US-Infanteriedivision im Koreakrieg von 1950 bis 1951.
Von 1952 bis 1953 diente Weyand an der Fakultät der Infanterieschule in Fort Benning und absolvierte im gleichen Jahr das Armed Forces Staff College. Danach war er von 1953 bis 1954 militärischer Assistent im Büro des assistierenden Secretary of the Army für Finanzen. Bis zum Jahr 1957 war Weyand dann als Assistent des Secretary of the Army eingesetzt. Im Juli 1953 wurde er in den permanenten Dienstgrad eines Majors und im Juli 1955 in den Rang eines Colonels befördert. 1958 absolvierte er das US Army War College und kommandierte von 1958 bis 1959 die 3. Kampfgruppe des 6. US-Infanterieregiments in Europa. 1960 diente er im Büro des US-Kommandeurs in Berlin. Im Juli 1960 wurde Weyand dann zum vorläufigen Brigadier General befördert und war bis 1961 als Stabschef der Kommunikationszone der United States Army Europe eingesetzt. Von 1961 bis 1964 diente er als stellvertretender Kommandeur und später als Kommandeur der juristischen Verbindungsabteilung des Department of the Army. Im September 1961 wurde er dann zum in den permanenten Rang eines Lieutenant Colonels und im November 1962 in den vorläufigen Rang eines Major Generals befördert. Danach kommandierte er von 1964 bis 1966 die 25. US-Infanteriedivision auf Hawaii und von 1966 bis 1967 während Kampfhandlungen in Vietnam. Im September 1966 wurde Weyand dann zum permanenten Colonel befördert. Von 1967 bis 1968 war er stellvertretender, vorübergehender und schließlich Kommandierender General der II. Field Force, Vietnam.
1968 folgte dann die Verwendung als Kommandeur des Büros für Reservekomponenten bis 1969. im August 1968 wurde Weyand zum permanenten Brigadier General und dann Major General und zum vorläufigen Lieutenant General und schließlich im Oktober 1970 zum vorläufigen General befördert. Zwischen 1969 und 1970 war er als militärischer Berater bei den Pariser Friedensgesprächen zugegen. 1970 diente Weyand als assistierender Stabschef für Truppenentwicklung. Dann war er von 1970 bis 1973 aufeinanderfolgend stellvertretender Kommandeur und schließlich Kommandierender General des Military Assistance Command, Vietnam (MACV) und folgte damit General Creighton Abrams nach. Unter seinem Kommando wurde dann das MACV am 29. März 1973 aufgelöst. 1973 wurde er als Kommandierender General der US Army im Pazifikraum eingesetzt und diente zwischen 1973 und 1974 als stellvertretender Chief of Staff of the Army. Am 3. Oktober 1974 folgte Weyand General Creighton Abrams als 27. Chief of Staff of the Army nach. Diesen Posten behielt er bis zum 30. September 1976 und trat im Oktober dann in den Ruhestand.

## Auszeichnungen
Auswahl der Dekorationen, sortiert in Anlehnung der Order of Precedence of the Military Awards:
- Distinguished Service Cross 83 X9
- Defense Distinguished Service Medal
- Silver Star
- Legion of Merit (2 ×)
- Bronze Star (3 ×)
- Army Commendation Medal (2 ×)